# أدريان ريتش
أدريان ريتش (بالإنجليزية: Adrienne Rich) (و. 1929 – 2012 م) هي شاعرة، ومقالاتية، وكاتِبة، ونسوية، وناشطة حقوق المرأة، وناشطة سلام أمريكية، ولدت في بالتيمور، وكانت عضوةً في الأكاديمية الأمريكية للفنون والعلوم، توفيت في سانتا كروز، كاليفورنيا، عن عمر يناهز 83 عاماً، بسبب مرض.

## التعليم
تعلمت في كلية رادكليف، وجامعة هارفارد.

## جوائز وترشيحات
حصلت على جوائز منها:
جوائز
- زمالة غوغنهايم (1952)
- زمالة ماك آرثر (1994)
- جائزة بولينغن [الإنجليزية]‏ (2003)
- جائزة الكتاب الوطني للشعر [الإنجليزية]‏ (1974)
- جائزة الكومنولث عن فئة الخدمة المميزة ‏ (1991)
- Poets' Prize [الإنجليزية]‏ (1992)
- جائزة لامدا الأدبية
- Ruth Lilly Poetry Prize [الإنجليزية]‏ (1986)
- Robert Frost Medal [الإنجليزية]‏ (1992)

ترشيحات
- جائزة بوليتزر عن فئة الشعر (1990)
- جائزة نيوستاد الدولية للأدب (1998)
- جائزة الكتاب الوطني للشعر [الإنجليزية]‏ (1956)

ترشحت لـ:
- جائزة نيوستاد الدولية للأدب (1998)
- جائزة بوليتزر عن فئة الشعر (1990)
- جائزة الكتاب الوطني للشعر [الإنجليزية]‏ (1956).

## وصلات خارجية
- أدريان ريتش على موقع IMDb (الإنجليزية)
- أدريان ريتش على موقع الموسوعة البريطانية (الإنجليزية)
- أدريان ريتش على موقع ميوزك برينز (الإنجليزية)
- أدريان ريتش على موقع إن إن دي بي (الإنجليزية)
- أدريان ريتش على موقع ديسكوغز (الإنجليزية)
- أدريان ريتش في قاعدة بيانات الأفلام على الإنترنت